# Ophthalmopsylla extrema
Ophthalmopsylla extrema är en loppart som beskrevs av Ioff et Scalon 1953. Ophthalmopsylla extrema ingår i släktet Ophthalmopsylla och familjen smågnagarloppor. Inga underarter finns listade i Catalogue of Life.